# 1963년 유고슬라비아 헌법
1963년 유고슬라비아 헌법은 유고슬라비아 사회주의 연방공화국의 두 번째 헌법이었다. 이 헌법은 1963년 4월 7일에 발효되었다. 이 헌법은 유고슬라비아의 자주관리 관계가 사회에서 충분히 극복되어 새롭고 최종적인 헌법적 정의와 계승을 받을 자격이 있다는 통치 구조의 신념에 따른 결과였다.
연방 의회 (스쿠프슈티나; Skupština)는 하나의 의회인 연방 의회와 특정 관료적 책임이 부여된 4개의 의회로 나뉘었다. 헌법은 개별 공화국이 연방 의회의 일부인 민족 의회에서만 대표되어야 한다고 규정하였다. 민족 의회는 1967년 자체적으로 연방 의회와는 별도의 의회가 되었다.
요시프 브로즈 티토 대통령은 당 대표직은 유지했지만 연방 집행 평의회 의장직은 포기했는데, 이러한 변화로 당과 국가적 기능이 더욱 분리되었다. 1963년 헌법은 또한 순환 개념을 도입했는데, 이는 두 번 이상의 4년 임기 동안 상급 또는 하급 행정직에 머무는 것을 금지하였다. 또한 인권과 민권을 확대하고, 헌법적으로 보장된 법원 절차를 마련하였다.
이 헌법은 1974년 네 번째이자 마지막 헌법이 채택되면서 대체되었다.

## 규정
국가의 정의는 연방 국가라는 것뿐만 아니라 사회주의 민주 공동체라는 것도 특징으로 하는데, 이는 국가로부터 시들어 간다는 마르크스주의 이상에 대한 경향을 나타내는 것으로 여겨졌다.
공공 재산, 미시적, 거시적 수준에서의 노동자들의 자주 경영 및 자체 조직이 경제계획의 기초로 선언되었다.
사회적 자주 경영권은 침해할 수 없다고 선언되었고, 국가의 구 (지방자치체, 군, 세르비아의 자치주, 사회주의 공화국 및 연방 자체)는 사회-정치적 공동체가 되었다. 헌법에 나오지 않은 규정에 따라 이러한 단위들 간의 위계 질서는 파괴되었고, 상호 권리와 의무 제도가 도입되었다.
연방 의회는 정부 및 사회 자치의 최고 기관으로 선포되었고, 연방 및 공화주의 의회에는 일반-정치 위원회 외에도 경제, 교육, 문화, 사회 및 보건, 조직 및 정치를 담당하는 대규모 노동자 공동체가 도입되었다. 자치주 의회는 더 많은 의석을 가질 수 있었다.
공화국 대통령은 연방 집행 평의회로부터 독립하여 연방의 자치 기관이 되었다. 유고슬라비아 헌법재판소와 구성 공화국 헌법재판소가 도입되었다.

## 실행
1974년 유고슬라비아 신헌법이 채택될 때까지, 이 헌법에는 42개의 개정안이 추가되었다. 이는 제도의 안정성이 장기적으로 달성되지 않았음을 보여준다. 새로운 개정안은 자치주의 지위를 강화하였고, 새로운 자치 영역을 도입했으며, 기존의 연방 기관이 더 이상 우월하지 않게 되어 공통 기관이 되었다.